# Chama, Novi Meksiko
Chama je selo u okrugu Rio Arribi u američkoj saveznoj državi Novom Meksiku. Prema popisu 2000. u Coroni je živjelo 1199 stanovnika.

## Zemljopis
Nalazi se na 36°53′41″N 106°35′4″W / 36.89472°N 106.58444°W (36.894777, -106.584406), na obalama rijeke Chame. Prema Uredu SAD-a za popis stanovništva, zauzima 6,6 km2 površine, sve suhozemne.

## Željeznička baština
Chama je zapadnja zadnja postaja slikovite željezničke pruge Cumbresa i Tolteca, parne uskotračne baštinske pruge koja prevozi turiste u i iz Osiera i Antonita u Coloradu tijekom ljeta. Ova je pruga zadnjih 64 milje od sanjuanskog produženja pruge Denver i Rio Grande koje je izgrađeno 1880-ih između Alamose i Duranga u Coloradu. Pruga je napuštena kasnih 1960-ih, a tračnice koje su se nalazile zapadno od Chame prema Durangu uskoro su skinute.

## Stanovništvo
Prema podatcima popisa 2000. u Chami je bilo 1199 stanovnika, 467 kućanstava i 312 obitelji, a stanovništvo po rasi bili su 67,56% bijelci, 2,67% Indijanci, 1,58% afroamerikanci, 0,08% Azijci, 25,10% ostalih rasa te 3,00% dviju ili više rasa. Hispanoamerikanaca i Latinoamerikanaca svih rasa bilo je 71,23%.

## Vanjske poveznice
- Službena stranica
- Trgovinska komora
- Turistički vodič na Wikivoyageu